# Escut de Fígols
L'escut oficial de Fígols té el següent blasonament:
Escut caironat partit: 1r. de sable; 2n. d'argent; ressaltant sobre el tot un sextifoli de l'un en l'altre. Per timbre una corona mural de poble.

## Història
Va ser aprovat el 30 de desembre de 1993 i publicat al DOGC el 14 de gener de l'any següent amb el número 1846.
El sextifoli és un símbol tradicional de l'escut del poble, i és alhora un element parlant al·lusiu al nom de la localitat, ja que representa una fulla de figuera. Els esmalts, argent i sable, recorden la doble naturalesa dels sòls del municipi, amb calç i lignit (les mines de carbó de Fígols han estat fins ara un important recurs econòmic per al poble).